# Romolo Parboni
Romolo Parboni (Roma, 19 ottobre 1900 – Roma, 27 luglio 1970) è stato un pugile italiano, campione nazionale nei pesi leggeri negli anni venti del XX secolo.

## Biografia
Nato a Roma, da una famiglia molto povera, iniziò a lavorare in giovane età, rimanendo vittima a 12 anni di un incidente che gli lesionò in modo permanente l'occhio destro.
Esordì nel professionismo nel 1921. Conquistò il titolo italiano dei pesi leggeri il 19 maggio 1923, a Genova, mettendo KO al dodicesimo round Pietro Mascena. Lo difese vittoriosamente a Roma battendo Al Francis per KO al sesto round e, il 1º febbraio 1924, Edoardo Garzena per knock-out tecnico alla sesta ripresa. Dopo questo incontro, non riuscendo più a rientrare nei limiti di peso, fu costretto ad abbandonare la cintura dei leggeri e a salire nella superiore categoria dei pesi welter. 
Iniziò così una parte della carriera combattendo in America del Sud, soprattutto in Argentina ma anche in Brasile e in Uruguay. Rientrò in Italia nel 1928 e, l'anno successivo, tentò la scalata al titolo italiano ma non andò oltre un ininfluente pari a Roma contro il milanese Mario Bosisio. Riuscì comunque a ottenere la chance per un ulteriore match contro Bosisio con in palio la cintura italiana ma fu sconfitto ai punti in quindici riprese, sul ring di Milano. 
Combatté ancora una quindicina di incontri, anche in Egitto, per poi ritirarsi nel maggio 1931.